# Públio Quintílio Varo
Públio Quintílio Varo (em latim: Publius Quinctilius Varus; 46 a.C.–9 de setembro de 9 (54 anos) foi um político e general romano da gente Quintília eleito cônsul em 13 a.C. com o futuro imperador Tibério. Ele é conhecido por ter perdido três legiões romanas numa emboscada de tribos germânicas, lideradas por Armínio, na Batalha da Floresta de Teutoburgo. Depois da derrota humilhante, Varo se matou.

## Ancestrais
Apesar de ser um patrício de nascimento, sua família, apesar de aristocrática, estava empobrecida e já não tinha mais muita importância na política da época. Seu avô paterno, também chamado Sexto Quintílio Varo, foi senador. Seu pai, de mesmo nome, foi senador, serviu como questor em 49 a.C. e se aliou ao partido senatorial durante a Guerra civil de Júlio César. Apesar de ele ter sobrevivido à derrota de Pompeu, Sexto (pai) se matou depois da derrota dos liberatores na Batalha de Filipos em 42 a.C.. Não se sabe o nome da mãe de Varo.
Varo tinha três irmãs, todas provavelmente mais jovens do que ele com base na idade com que começaram a ter filhos. Tendo em vista a idade delas, é provável que Varo tenha nascido pelo menos quatro anos antes do suicídio de seu pai. Todas elas se chamavam Quintília. Uma se casou com Públio Cornélio Dolabela, cônsul em 35 a.C., outra com o senador Sexto Apuleio, cônsul em 29 a.C., e a última com Lúcio Nônio Asprenas, filho do cônsul em 36 a.C.. Os descendentes desta última são conhecidos até o final do século IV.

## Primeiros anos da carreira
Apesar das alianças políticas de seu pai, Varo se tornou um dos aliados do herdeiro de Júlio César, Otaviano. Quando Marco Vipsânio Agripa morreu, no início de 12 a.C., Varo proferiu sua eulogia no funeral. Sua carreira política foi acelerada e seu cursus honorum já estava finalizado em 13 a.C., quando ele foi eleito para o consulado com Tibério, o enteado e futuro sucessor de Augusto (Otaviano).

## Carreira política
Entre 8 e 7 a.C., Varo foi procônsul da África. Depois, foi governador da Síria entre 7 ou 6 até 4 a.C., com quatro legiões sob seu comando. Neste período, Varo ficou famoso por sua truculência e pelos altos impostos cobrados. O historiador judeu Flávio Josefo menciona a rápida reação de Varo contra uma das muitas revoltas messiânicas na Judeia depois da morte do rei cliente Herodes, o Grande, em 4 a.C.. Depois de ocupar Jerusalém, Varo crucificou 2 000 rebeldes judeus e, por isto, provavelmente se tornou o foco do sentimento anti-romano na Judeia. Precisamente nesta época os judeus iniciaram um boicote em massa às cerâmicas romanas.

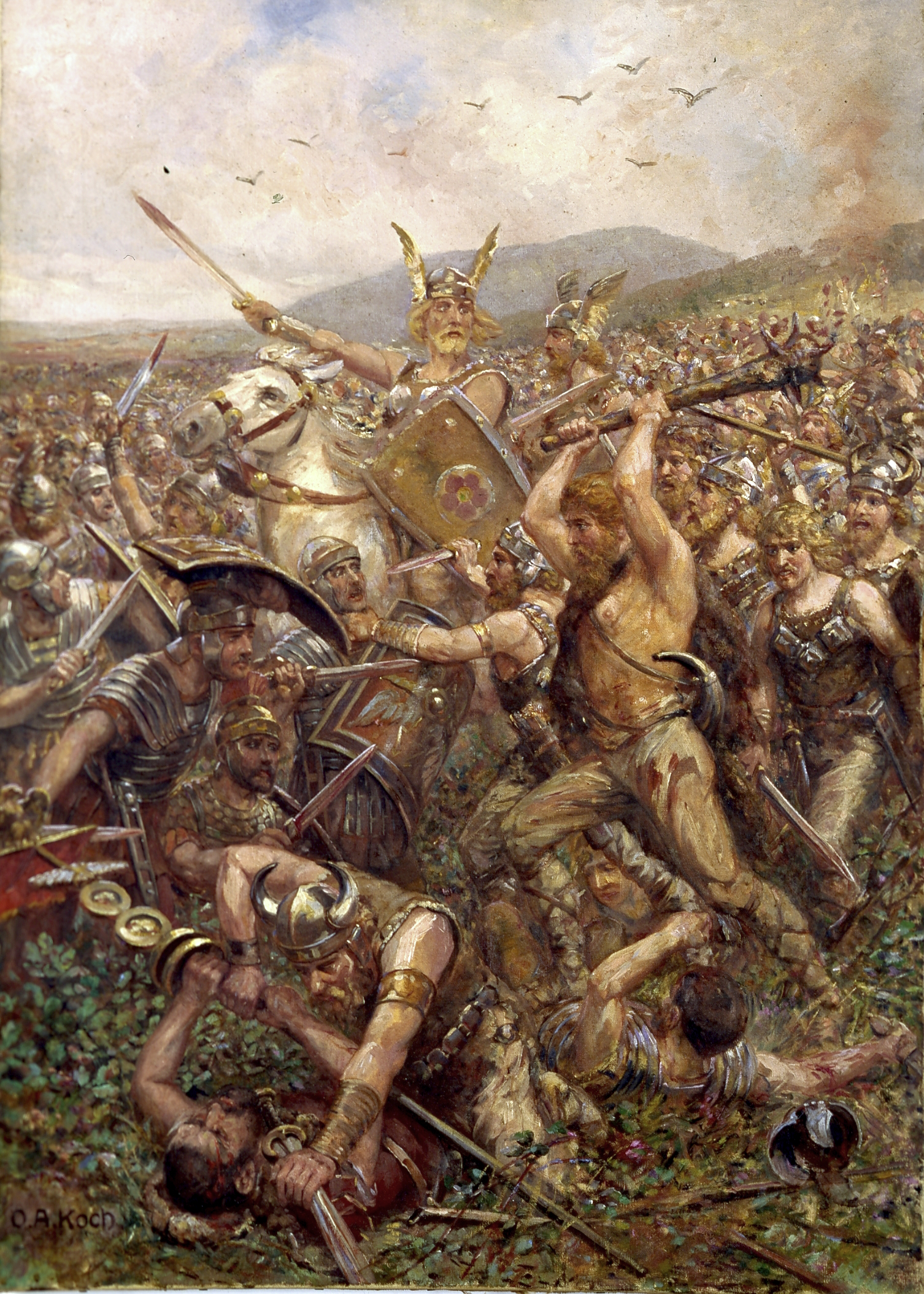
Batalha da Floresta de Teutoburgo.
1909. Por Otto Albert Koch.

É possível que a longa discussão sobre a historicidade da narrativa do Evangelho de Lucas (Lucas 2) sobre o nascimento de Jesus Cristo na mesma época em que se realizou um censo "quando Quirino era governador da Síria" possa ser explicada simplesmente por um erro do autor do evangelho. O problema com o nome "Quirino" é que Públio Sulpício Quirino só se tornou governador apenas quando Arquelau, filho e um dos herdeiros de Herodes, foi deposto pelos romanos em 6 d.C., mas tanto Lucas quanto Mateus indicam que Jesus nasceu antes da morte de Herodes, mais de dez anos antes. Porém, se considerarmos que a intenção de Lucas era escrever "Quintílio" e não "Quirino", o problema se soluciona.
Depois da Síria, Varo retornou a Roma e lá permaneceu por alguns anos. Entre 10 a.C. e 6 d.C., Tibério, Druso, irmão dele, Lúcio Domício Enobarbo, cunhado de Druso, e Germânico, filho de Druso, realizaram várias campanhas na Germânia, a região ao norte do Alto Danúbio e à leste do Reno, numa tentativa de expandir o território romano e diminuir a extensão de suas fronteiras. Eles subjugaram várias tribos germânicas, como os queruscos, até que, em 6 d.C., Tibério declarou que a Germânia estava pacificada e Varo foi nomeado por ele para governar a nova província. Tibério então partiu para a enfrentar a Grande Revolta Ilíria. No ano seguinte, Augusto oficializou a nomeação.

## Batalha da Floresta de Teutoburgo
Em setembro de 9 d.C., Varo estava se preparando para deixar seu quartel de verão, em Castra Vetera, para marchar com suas três legiões (XVII, XVIII e XIX) até Mogoncíaco quando notícias chegaram do príncipe germânico Armínio, um cidadão romano e líder de uma unidade de cavalaria auxiliar, sobre uma grande revolta na região a oeste do Reno. Ignorando o conselho de Segestes para não confiar em Armínio, Varo marchou com suas forças para sufocar a revolta.
Não apenas a confiança de Varo em Armínio foi um terrível erro de julgamento, mas Varo ainda piorou a situação ao colocar suas legiões numa posição que minimizava seus pontos fortes e maximizava a ameaça germânica — como Varo não esperava uma emboscada e acreditava que seria fácil intimidar os rebeldes com suas forças. Armínio, os queruscos e os demais aliados germânicos haviam preparado habilmente uma armadilha e na Batalha da Floresta de Teutoburgo, travada em setembro a leste da moderna Osnabrück, os romanos marcharam diretamente até ela.
O terreno fortemente florestado e pantanoso tornaram as manobras de infantaria das legiões impossíveis de serem realizadas e permitiu que os germânicos derrotassem as legiões unidade por unidade. No terceiro dia de luta, os germânicos finalmente venceram a resistência romana. Relatos são raros por causa da totalidade da derrota, mas Veleio Patérculo testemunha que alguns cavaleiros romanos abandonaram a infantaria e fugiram até o Reno, mas mesmo eles foram interceptados pelos germânicos e mortos. O próprio Varo, ao perceber que não havia esperança de recuperação, se matou. Armínio cortou a cabeça de Varo e enviou-a para a Boêmia como um presente para o rei Marobóduo dos marcomanos, o mais importante líder germânico na região, como forma de tentar atraí-lo para uma aliança. Marobóduo recusou a oferta e enviou a cabeça para Roma para ser sepultada.

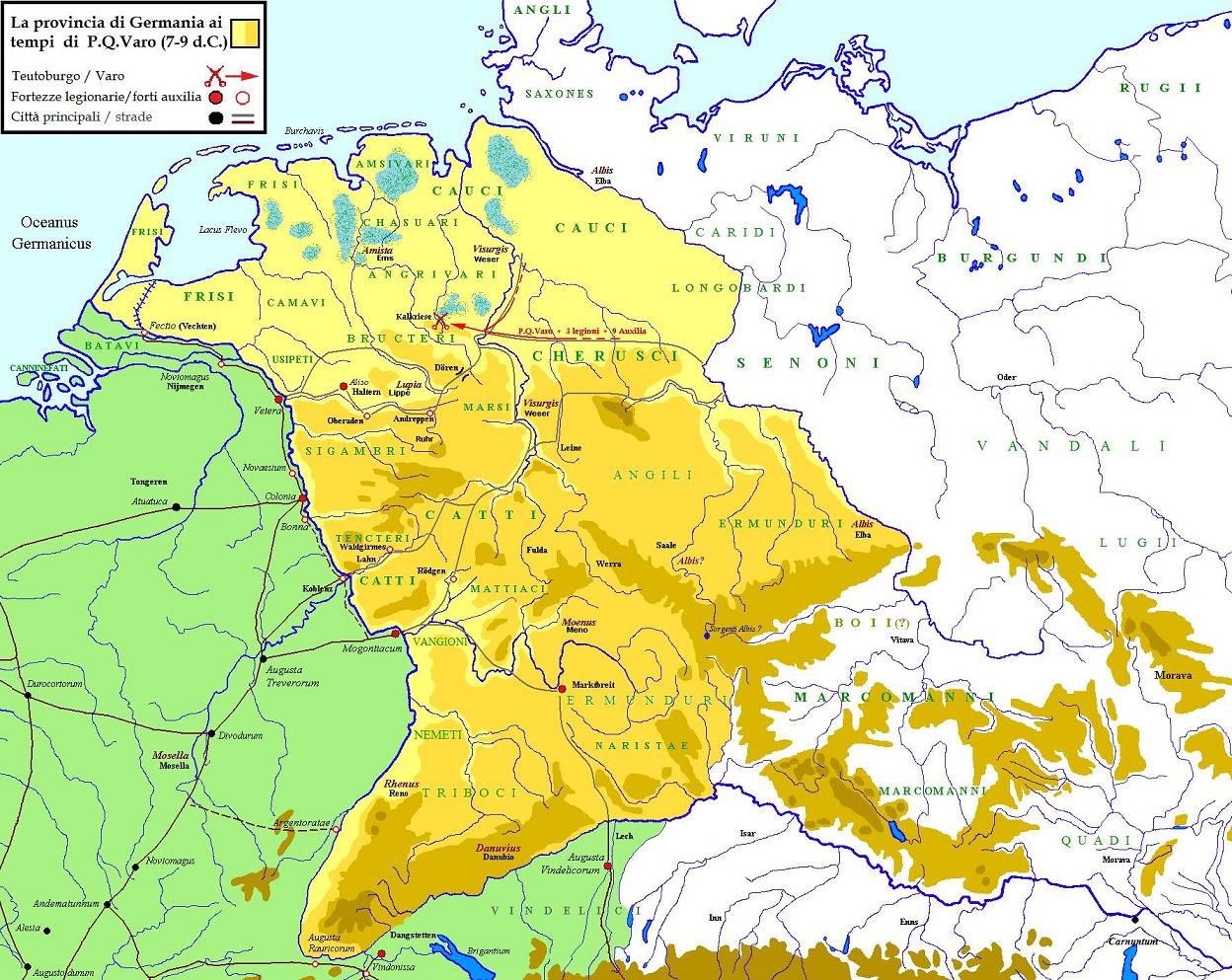
Germânia na época de Varo.

Alguns romanos capturados foram presos em gaiolas e queimados vivos; outros foram escravizados ou trocados por resgates em dinheiro. Tácito e Floro relatam que as tribos germânicas vitoriosas torturaram e sacrificaram os oficiais capturados aos seus deuses em altares que ainda estavam no local anos depois. Os romanos conseguiram recuperar seus estandartes perdidos: dois deles em 15 e 16 d.C. e o terceiro em 42 Os romanos jamais conquistaram novamente os germânicos a leste do Reno apesar das campanhas de Germânico na região em 15 e 16 e de conflitos posteriores.

## Eventos posteriores
Tão grande foi a vergonha em Roma que os números das legiões perdidas, XVII, XVIII e XIX, jamais foram utilizados novamente pelo exército romano. A derrota também foi duramente sentida por Augusto, que lamentou o evento até morrer. Segundo o biógrafo Suetônio, ao saber da notícia, Augusto rasgou suas roupas e se recusou a cortar o cabelo por meses; além disto, por anos, ele podia ser ouvido lamentando "Quintílio Varo, devolva-me as minhas legiões!" (em latim: Quintili Vare, legiones redde). Os historiadores romanos se referem a esta batalha como "Clades Variana" ("desastre variano").
Gibbon descreve a reação de Augusto à derrota como uma das poucas vezes que um monarca normalmente estoico perdeu sua compostura. O legado político de Varo em Roma foi destruído e ele foi considerado responsável pelo desastre. A carreira política de seu filho também foi arruinada. O próprio Tibério também foi muito criticado por ter recomendado Varo para a posição e acabou sendo forçado a sacrificar a reputação de seu amigo e ex-cunhado para salvar a sua própria.
Finalmente, o próprio Varo era uma das figuras representadas no Ara Pacis de Augusto, mas sua imagem se perdeu. Stern propôs que cidadãos comuns teriam vandalizado o monumento por raiva contra Varo, o que teria deixado a Augusto a difícil decisão de consertar ou não o dano. Aproximadamente 40 anos depois da morte de Varo, um general de Cláudio (sobrinho-neto de Augusto), Pompônio Segundo, atacou um acampamento germânico e, por sorte, conseguiu resgatar alguns prisioneiros romanos do exército de Varo. Cláudio os recebeu calorosamente depois de tantos anos e as histórias deles provocaram enorme comoção.

## Casamento e filhos
Varo era um amigo pessoal de Marco Vipsânio Agripa e de Tibério e se casou com Vipsânia Marcela Agripina, uma filha de Agripa, em algum momento antes de 13 a.C.. Contudo, ela desaparece da história e não se sabe o que aconteceu (morte ou divórcio). Varo se casou novamente, desta vez com Cláudia Pulcra, que era filha de Cláudia Marcela Menor com Marco Valério Messala Apiano, cônsul em 12 a.C.. Os avós maternos dela eram o cônsul Caio Cláudio Marcelo Menor e Otávia Menor, irmã de Augusto, e, portanto, ela era sobrinha-neta do imperador. Seu casamento com Pulcra mostra que Varo ainda tinha alguma influência política. Com ela, Varo teve um filho chamado Públio Quintílio Varo.
O historiador Flávio Josefo afirma que o filho de Varo teria servido sob seu comando na Síria. Se esta afirmação for verdadeira, este filho teria que ser de um casamento anterior e não deste último casamento com Cláudia Pulcra.
Severy segue Ronald Syme ao afirmar que Varo se casou três vezes e que sua primeira esposa é desconhecida. Mas não há prova disto e trata-se apenas da opinião de Syme. Da mesma forma, a mãe de Vipsânia é desconhecida. Alguns, como o próprio Severy, acreditam que seria Cláudia Marcela Maior. Outros, como Reinhold, acreditam que seria a primeira esposa de Agripa, Cecília Ática. Se for a primeira, ela seria filha de Agripa e também seria sobrinha-neta de Augusto (como Cláudia Pulcra). Mas Varo teria pouco a ganhar trocando de uma sobrinha-neta de Augusto para outra de igual status social se for este o caso.